# CineEco
CineEco ist der Name des jährlichen Umwelt-Filmfestivals in der portugiesischen Stadt Seia, dem Festival Internacional de Cinema Ambiental da Serra da Estrela (dt.: "Internationales Umwelt-Filmfestival der Serra da Estrela").

## Geschichte

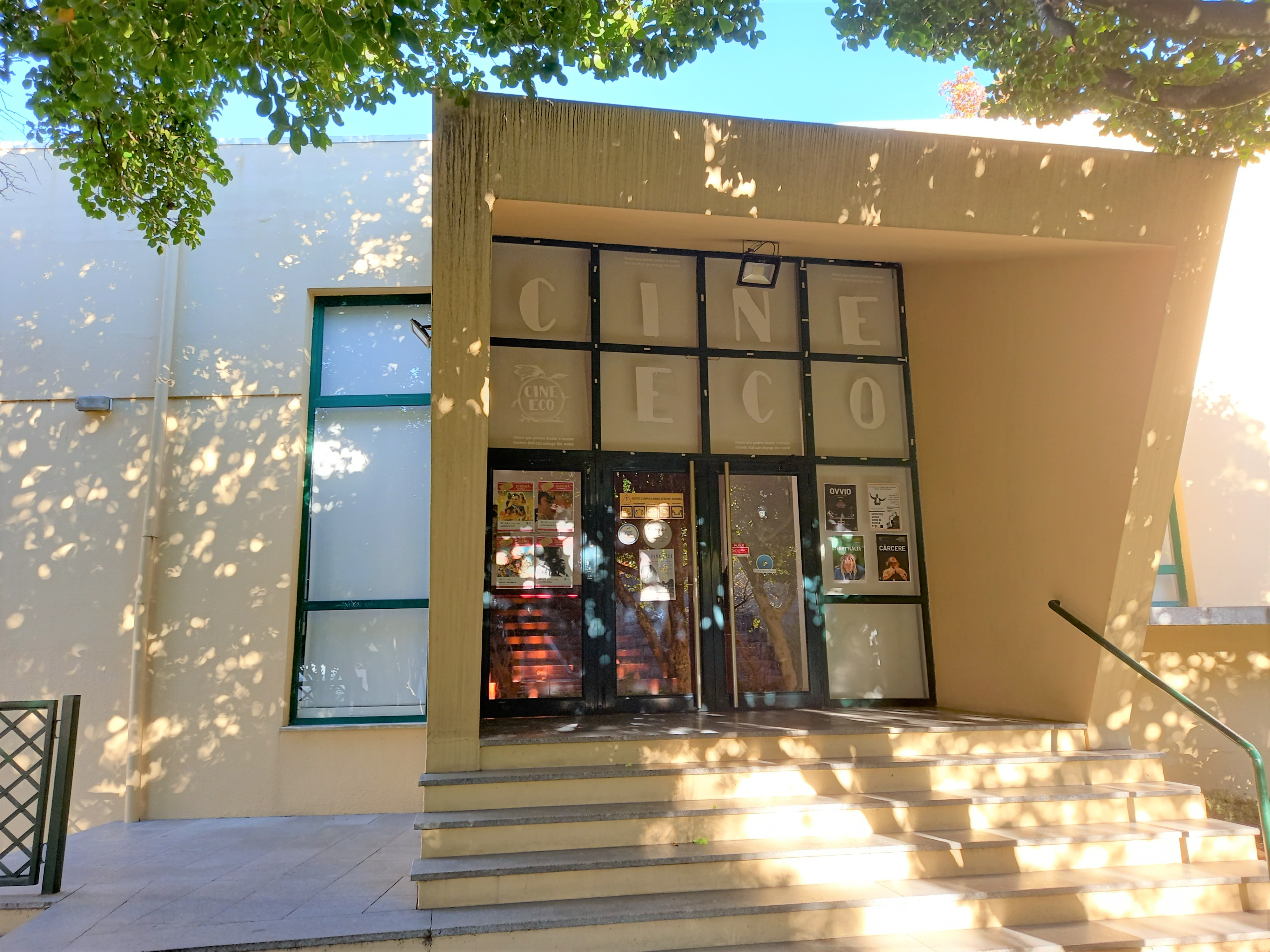
Die Casa Municipal da Cultura CineEco, Sitz des Film Festivals.

Das Festival wurde 1995 von der Stadtverwaltung (Câmara Municipal) von Seia initiiert. Seither findet jährlich im Herbst zwischen 7 und 10 Tage lang ein von Konzerten, Workshops, Kolloquien und Ausstellungen begleitetes Filmfestival mit Dokumentarfilmen aus bis zu 30 Ländern statt. Veranstaltungsorte sind zum einen das städtische Kultur- und Kongresszentrum Casa da Cultura, zum anderen die Vorführsäle des CISE – Centro de Interpretação da Serra da Estrela, ein Forschungszentrum für das Serra-da-Estrela-Gebirge. Der öffentlich-rechtliche Fernsehsender RTP ist offizieller Medienpartner des CineEco.
Im Jahr 2011 wurde das Festival neu strukturiert und die Zahl der Wettbewerbsfilme von fast 200 auf 73 reduziert, davon 30 Kurzfilme. Der Film Le temps des grâces des Franzosen Dominique Marchais gewann 2011 den großen Umweltpreis, Unter Kontrolle des deutschen Regisseurs Volker Sattel erhielt eine Jury-Auszeichnung. 2010 hatte der Film Pare, Escute e Olhe des portugiesischen Regisseurs Jorge Pelicano die drei wichtigsten Preise des Festivals gewonnen.

## Wettbewerbe
Es werden Filme in sieben verschiedenen Kategorien ausgezeichnet (Stand 2012):
- "Großer Umweltpreis" (Grande Prémio Ambiente, 2.500 €), für den besten Film im internationalen Wettbewerb
- "Kurzfilm"-Preis (Prémio de Curta-metragem, 600 €), für den besten Kurzfilm im internationalen Wettbewerb
- "Umwelt-Anthropologie"-Preis (Prémio Antropologia Ambiental, 600 €), für den besten Film zur umwelt-anthropologischen Thematik im internationalen Wettbewerb
- "Camacho-Costa"-Preis (Prémio Camacho Costa, 1.500 €), für den besten portugiesischsprachigen Film
- "Umwelt-Erziehungs"-Preis (Prémio Educação Ambiental, 600 €), für den besten wissenschaftlichen/pädagogischen/didaktischen Umweltfilm
- "Serra da Estrela"-Preis (Prémio Serra da Estrela, 600 €), für den besten regionalen Film zu Thematiken der Serra da Estrela
- "Jugendpreis" (Prémio Juventude, wechselnd), für den besten Film, der sich der Umwelt-Thematik aus Jugendsicht widmet

Darüber hinaus sind Ehrennennungen (Menções Honrosas) im Ermessen der Jury.

## Jury
Der internationale Wettbewerb wird entschieden von einer fünf-köpfigen internationalen Jury, die aus anerkannten Filmschaffenden bestehen muss. Sie vergeben die Preise "Großer Umweltpreis", "Kurzfilm"-Preis, "Umwelt-Anthropologie"-Preis, und "Umwelt-Erziehungs"-Preis.
Im portugiesischsprachigen Wettbewerb entscheidet eine Jury aus drei anerkannten Filmschaffenden über die Vergabe des "Camacho-Costa"-Preises.
Die Jury für den "Jugendpreis" wird von fünf Filmstudenten gebildet.
Jurymitglieder dürfen in keiner Beziehung zu den Produktionen im Wettbewerb stehen.